# Svenska Superligan för herrar 2019/2020
Svenska Superligan för herrar 2019/2020 var Sveriges högsta division i innebandy för herrar säsongen 2019/2020. 14 lag deltog i serien, 12 från den föregående säsongen och två nykomlingar från de två allsvenska serierna. Alla lag deltog i en grundserie om totalt 32 omgångar, där de åtta främsta skulle gå vidare till slutspel, de två sista flyttades ner till Allsvenskan och de övriga fyra spelade vidare i Svenska Superligan nästa säsong. Slutspelet skulle avgöras i kvartsfinal- och semifinalserier över bäst av sju matcher, följt av en final.
IBF Falun vann grundserien för första gången på tre säsonger, efter att Storvreta IBK vunnit serien de två senaste säsongerna. För första gången sedan säsongen 2014/2015 var det de två nykomlingarna, Visby IBK och Warberg IC, som flyttades ner från serien.
På grund av Coronavirusutbrottet 2019–2021 i Sverige avslutades säsongen i förtid, innan SM-slutspelets start, utan att de fyra sista grundseriematcherna spelats. Seriesegrarna Falun utsågs till svenska mästare och lagen som var på nedflyttningsplats och dessutom redan var sportsligt klara för nedflyttning, Warberg IC och Visby IBK, flyttades ner medan de två bästa lagen i grundserien av Allsvenskan flyttades upp planenligt.

## Deltagande lag
Följande lag deltar i Svenska superligan 2019/2020:
| Klubb                | Arena (kapacitet, underlag)                                                                      |
| -------------------- | ------------------------------------------------------------------------------------------------ |
| FBC Kalmarsund       | Innan 28 december: Kalmar sporthall (1 200, gummi) Fr.o.m. 28 december: KIFAB Arena (1 600, N/A) |
| FC Helsingborg       | Helsingborg Arena (4 700, N/A)                                                                   |
| Höllvikens IBF       | Halörhallen (1 200, N/A)                                                                         |
| IBK Dalen            | Umeå Energi Arena (2 600, gummi)                                                                 |
| IBF Falun            | Guide Arena (2 700, gummi)                                                                       |
| IK Sirius IBK        | IFU Arena (2 880, gummi)                                                                         |
| Jönköpings IK        | Jönköpings idrottshus (1 177, N/A)                                                               |
| Linköping IBK        | Linköpings Sporthall (2 200, gummi)                                                              |
| Mullsjö AIS          | Nyhemshallen, (2 000, gummi)                                                                     |
| Pixbo Wallenstam IBK | Wallenstamhallen (2 100, gummi)                                                                  |
| Storvreta IBK        | IFU Arena (2 880, gummi)                                                                         |
| Visby IBK            | Ica Maxi Arena (2 200, gummi)                                                                    |
| Växjö Vipers         | Fortnox Arena (1 500, N/A)                                                                       |
| Warberg IC           | Sparbanken Wictory Center (900, N/A)                                                             |

## Grundserien

### Poängtabell
Serien spelades mellan den 24 september 2019 och 14 mars 2020.
| Nr | Lag                | S  | V  | ÖV | ÖF | F  | GM  | IM  | MS   | P  |
| -- | ------------------ | -- | -- | -- | -- | -- | --- | --- | ---- | -- |
| 1  | IBF Falun          | 31 | 26 | 2  | 2  | 1  | 254 | 126 | +128 | 84 |
| 2  | Storvreta IBK (RM) | 31 | 20 | 2  | 4  | 5  | 205 | 135 | +70  | 68 |
| 3  | Pixbo Wallenstam   | 31 | 20 | 1  | 1  | 9  | 213 | 171 | +42  | 63 |
| 4  | FBC Kalmarsund     | 32 | 16 | 2  | 5  | 9  | 179 | 164 | +15  | 57 |
| 5  | Mullsjö AIS        | 32 | 16 | 3  | 1  | 12 | 204 | 158 | +46  | 55 |
| 6  | IBK Dalen          | 32 | 13 | 4  | 6  | 9  | 181 | 152 | +29  | 53 |
| 7  | Linköping IBK      | 32 | 15 | 2  | 3  | 12 | 161 | 163 | −2   | 52 |
| 8  | FC Helsingborg     | 32 | 14 | 3  | 0  | 15 | 156 | 171 | −15  | 48 |
| 9  | Växjö Vipers       | 32 | 11 | 4  | 3  | 14 | 178 | 180 | −2   | 44 |
| 10 | Höllvikens IBF     | 31 | 8  | 3  | 3  | 17 | 155 | 213 | −58  | 33 |
| 11 | Jönköpings IK      | 31 | 9  | 2  | 1  | 19 | 131 | 179 | −48  | 32 |
| 12 | IK Sirius          | 31 | 9  | 1  | 1  | 20 | 153 | 198 | −45  | 30 |
| 13 | Warberg IC (U)     | 31 | 6  | 1  | 2  | 22 | 137 | 197 | −60  | 22 |
| 14 | Visby IBK (U)      | 31 | 5  | 2  | 0  | 24 | 139 | 239 | −100 | 19 |

### Resultattabell
Uppdaterad efter matcherna den 9 mars 2020.
| Hemma \ Borta | DAL                   | FAL             | HEL            | HÖL             | JÖN        | KAL            | LIN            | MUL        | PIX        | SIR      | STO            | VIS      | VÄX            | WAR        |
| Dalen         | —                     | 2–7             | 4–5 (e.f.)     | 12–6            | 9–2 7–3    | 5–3            | 7–9            | 6–7 (e.f.) | 3–2 (e.f.) | 9–0 2–3  | 2–4 7–6 (e.f.) | 11–4     | 8–7 (str.)     | 5–4        |
| Falun         | 10–3 6–3              | —               | 10–3           | 7–3             | 10–4 7–3   | 5–4 (e.f.)     | 10–5           | 8–5 10–5   | –          | 7–2      | 6–3            | 20–4     | 7–5            | 13–2       |
| Helsingborg   | –                     | 1–4             | —              | 5–3 6–4         | 3–2        | 3–7            | 5–10           | 4–7        | 5–11 2–5   | 3–8      | 3–7            | 7–4 7–2  | 4–3            | 6–8        |
| Höllviken     | 2–3 (e.f.)            | 3–12            | 6–9            | —               | 7–6        | 6–7 (e.f.)     | 5–4 (str.)     | 6–5        | 2–11       | 4–8      | 6–7 (e.f.)     | 9–12 5–8 | 4–2 3–7        | 6–3 5–4    |
| Jönköping     | 5–4                   | 4–5             | 3–6            | 6–3             | —          | 4–6            | 9–8 (str.) 2–4 | 4–9        | 7–4        | 8–4 5–4  | 4–5 1–11       | 6–4      | 7–3            | –          |
| Kalmarsund    | 7–9                   | 4–6             | 6–5 5–3        | 10–4 8–9 (e.f.) | 2–3 (str.) | —              | 4–3 (str.)     | 6–5        | 8–6        | 2–5      | 5–7            | 8–6      | 6–7 (e.f.)     | 10–4 8–2   |
| Linköping     | 2–7 6–3               | 5–10 7–6 (str.) | 3–4            | 5–4             | 4–5        | –              | —              | 5–3 4–1    | 4–7        | 9–2      | 5–4 (str.)     | 4–3      | 2–1            | 5–3        |
| Mullsjö       | 5–4 (e.f.) 7–6 (str.) | 4–6             | 8–4            | 11–6            | 2–5 6–2    | 13–2           | 4–3            | —          | 10–4       | 11–3 7–6 | 6–1            | 9–4      | 4–5            | 8–2        |
| Pixbo         | 3–7                   | 9–4             | 5–9            | 7–2 7–11        | 7–6        | 5–4 8–2        | 5–7            | 9–7        | —          | 8–4      | 6–5 (e.f.)     | 11–3 8–4 | 8–6            | 8–4        |
| Sirius        | 5–4 (str.)            | 3–9 8–9         | 5–7            | 6–7 (str.)      | 11–2       | 4–8            | 7–5 4–5        | 5–10       | 7–8        | —        | 7–11 4–3       | 3–4      | 6–2            | 5–7        |
| Storvreta     | 2–5                   | 4–3 (e.f.) 4–7  | 6–4            | –               | 9–3        | 8–3            | 8–4 6–5        | 10–6 4–3   | 14–5       | 5–1      | —              | 15–3     | 5–6 (str.)     | 8–3        |
| Visby         | 7–6                   | 4–12            | 4–5            | 4–5             | 5–3        | 2–4 4–3 (e.f.) | 6–8            | 6–5 (e.f.) | 5–9        | –        | 1–5            | —        | 5–6 3–7        | 4–11 3–7   |
| Växjö         | 6–8                   | 7–14            | 3–2 7–8 (e.f.) | 8–5             | 5–4 (e.f.) | 4–6 4–9        | 6–4            | –          | 9–4 5–7    | 9–4      | 4–8            | 12–4     | —              | 4–5 (e.f.) |
| Warberg       | 2–6                   | 3–4 (e.f.)      | 3–7 4–6        | 3–4             | 5–3        | 3–4            | 4–5            | 3–5        | 2–8 3–8    | 8–9      | 7–10           | 8–7      | 4–6 6–7 (e.f.) | —          |

### Bästa poängplockare
Tabellen nedan visar de tio bästa spelarna utifrån gjorda poäng, följt av mål och spelade matcher. Om två eller fler spelare inte kan skiljas åt visas samtliga dessa spelare, även om de är längst ned i listan och ger upphov till fler än tio spelare i listan. Uppdaterad efter matcherna den 9 mars 2020.
| Nr. | Nat.    | Spelare                     | Position | Lag              | Matcher | Mål | Ass. | Poäng | Utv. |
| --- | ------- | --------------------------- | -------- | ---------------- | ------- | --- | ---- | ----- | ---- |
| 1   | Sverige | Alexander Galante Carlström | Forward  | IBF Falun        | 31      | 62  | 20   | 82    | 4    |
| 2   | Sverige | Gustav Fritzell             | Forward  | Pixbo Wallenstam | 29      | 36  | 31   | 67    | 8    |
| 3   | Sverige | Emil Johansson              | Back     | IBF Falun        | 27      | 26  | 39   | 65    | 4    |
| 4   | Sverige | Omar Aldeeb                 | Forward  | IBF Falun        | 31      | 24  | 39   | 63    | 14   |
| 5   | Sverige | Kim Nilsson                 | Forward  | FBC Kalmarsund   | 31      | 29  | 32   | 61    | 12   |
| 6   | Sverige | Johannes Wilhelmsson        | Forward  | Höllvikens IBF   | 31      | 27  | 34   | 61    | 2    |
| 7   | Schweiz | Jan Zaugg                   | Forward  | Mullsjö AIS      | 31      | 41  | 17   | 58    | 2    |
| 8   | Sverige | Albin Sjögren               | Forward  | Storvreta IBK    | 31      | 34  | 22   | 56    | 2    |
| 9   | Sverige | Linus Nordgren              | Center   | FC Helsingborg   | 31      | 26  | 30   | 56    | 8    |
| 10  | Sverige | Marcus Johansson            | Forward  | FBC Kalmarsund   | 31      | 37  | 18   | 55    | 8    |

### Bästa målgörare
Tabellen nedan visar de tio bästa spelarna utifrån gjorda mål, följt av poäng och spelade matcher. Om två eller fler spelare inte kan skiljas åt visas samtliga dessa spelare, även om de är längst ned i listan och ger upphov till fler än tio spelare i listan. Uppdaterad efter matcherna den 9 mars 2020.
| Nr. | Nat.    | Spelare                     | Position | Lag              | Matcher | Mål | Ass. | Poäng | Utv. |
| --- | ------- | --------------------------- | -------- | ---------------- | ------- | --- | ---- | ----- | ---- |
| 1   | Sverige | Alexander Galante Carlström | Forward  | IBF Falun        | 31      | 62  | 20   | 82    | 4    |
| 2   | Schweiz | Jan Zaugg                   | Forward  | Mullsjö AIS      | 31      | 41  | 17   | 58    | 2    |
| 3   | Sverige | Marcus Johansson            | Forward  | FBC Kalmarsund   | 31      | 37  | 18   | 55    | 8    |
| 4   | Sverige | Gustav Fritzell             | Forward  | Pixbo Wallenstam | 29      | 36  | 31   | 67    | 8    |
| 5   | Sverige | Andreas Stefansson          | Forward  | Pixbo Wallenstam | 31      | 35  | 6    | 41    | 6    |
| 6   | Sverige | Albin Sjögren               | Forward  | Storvreta IBK    | 31      | 34  | 22   | 56    | 2    |
| 7   | Sverige | Jonathan Nilsson            | Forward  | FC Helsingborg   | 31      | 34  | 20   | 54    | 10   |
| 8   | Sverige | Mattias Kongstad            | Forward  | Warberg IC       | 31      | 32  | 20   | 52    | 2    |
| 9   | Sverige | Kim Nilsson                 | Forward  | FBC Kalmarsund   | 31      | 29  | 32   | 61    | 12   |
| 10  | Sverige | Pontus Karlson Martell      | Forward  | Höllvikens IBF   | 30      | 29  | 13   | 42    | 11   |

### Bästa målvakter
Tabellen nedan visar de tio bästa målvakterna utifrån räddningsprocent, följt av mottagna skott och spelade matcher. Om två eller fler målvakter inte kan skiljas åt visas samtliga dessa målvakter, även om de är längst ned i listan och ger upphov till fler än tio målvakter i listan. Uppdaterad efter matcherna den 9 mars 2020.
| Nr. | Nat.    | Spelare                | Lag              | Matcher | IM. | Sk. | %     |
| --- | ------- | ---------------------- | ---------------- | ------- | --- | --- | ----- |
| 1   | Sverige | Johan Rehn             | IBF Falun        | 30      | 56  | 350 | 84,00 |
| 2   | Sverige | Emil Lindblom          | Storvreta IBK    | 11      | 3   | 18  | 83,33 |
| 3   | Sverige | Oskar-Viking Tjernberg | IK Sirius        | 27      | 49  | 255 | 80,78 |
| 4   | Sverige | Måns Parsjö-Tegnér     | IBK Dalen        | 31      | 118 | 605 | 80,50 |
| 5   | Sverige | Jacob Pettersson       | Storvreta IBK    | 29      | 44  | 216 | 79,63 |
| 6   | Sverige | Viktor Klintsten       | Storvreta IBK    | 23      | 81  | 389 | 79,18 |
| 7   | Sverige | Jon Hedlund            | Pixbo Wallenstam | 31      | 142 | 679 | 79,09 |
| 8   | Sverige | Jonathan Edling        | FC Helsingborg   | 29      | 133 | 611 | 78,23 |
| 9   | Sverige | Jonathan Larsson       | Mullsjö AIS      | 31      | 84  | 376 | 77,66 |
| 10  | Sverige | Erik Svensson          | Växjö Vipers     | 30      | 61  | 266 | 77,07 |

### Publikliga
Tabellen nedan visar samtliga lags publikstatistik på hemmaplan och är sorterad efter publiksnitt, följt av spelade matcher och lagnamn. Uppdaterad efter matcherna den 9 mars 2020. Notera att snittet i totalt-raden är aggregerat och inte per lag.
| Nr.    | Lag              | Matcher | Totalt  | Snitt    |
| ------ | ---------------- | ------- | ------- | -------- |
| 1      | Storvreta IBK    | 15      | 22 406  | 1 493,73 |
| 2      | IBF Falun        | 15      | 19 182  | 1 278,80 |
| 3      | FBC Kalmarsund   | 16      | 17 651  | 1 103,19 |
| 4      | IBK Dalen        | 16      | 17 469  | 1 091,81 |
| 5      | FC Helsingborg   | 15      | 15 590  | 1 039,33 |
| 6      | Visby IBK        | 15      | 15 301  | 1 020,07 |
| 7      | Mullsjö AIS      | 16      | 15 055  | 940,94   |
| 8      | Växjö Vipers     | 15      | 13 957  | 930,47   |
| 9      | Linköping IBK    | 15      | 12 927  | 861,80   |
| 10     | Warberg IC       | 16      | 13 553  | 847,06   |
| 11     | IK Sirius        | 16      | 12 859  | 803,69   |
| 12     | Jönköpings IK    | 15      | 7 753   | 516,87   |
| 13     | Höllvikens IBF   | 16      | 6 007   | 375,44   |
| 14     | Pixbo Wallenstam | 16      | 5 842   | 365,13   |
| Totalt | Totalt           | 217     | 195 552 | 901,16   |